# Syndromodes cellulata
Syndromodes cellulata là một loài bướm đêm trong họ Geometridae.